# Megaselia filamentosa
Megaselia filamentosa är en tvåvingeart som beskrevs av Schmitz 1958. Megaselia filamentosa ingår i släktet Megaselia och familjen puckelflugor. Inga underarter finns listade i Catalogue of Life.